# Justinus II.
Justinus II. (520 – 5. října 578) byl byzantským císařem od 14. listopadu 565 až do 5. října 578.

## Nástup na trůn
Justinovými rodiči byl Dulcidius a Vigilantia, sestra císaře Justiniána I. Díky svému postavení na císařském dvoře a své ženě Sofii, která byla neteří císařovny Theodory, získal po Justiniánově smrti císařský titul. Existoval sice ještě jiný kandidát, který se rovněž jmenoval Justinus a také byl synovcem Justiniána, ten však byl krátce na to odstraněn.
První dny Justinovy vlády byly docela slibné: zaplatil dluhy svého strýce, osobně se staral o soudnictví a vyzval k náboženské toleranci. Nezanedbával západ, nýbrž se snažil udržet tamní území. Avšak kvůli chybějící aristokracii a nevraživosti místního místodržitele zůstalo jeho úsilí neúčinné. Ve vnitřních záležitostech způsobila brzy obtíže jeho protimonofyzitská náboženská politika.

## Obrana říše
Jednou z klíčových událostí jeho vlády byla invaze Langobardů vedených králem Alboinem do Itálie v roce 568. Germánští Langobardi si v několika málo letech podrobili velké části země a téměř úplně tak zmařili restaurační dílo Justiniána I. Jejich vpád je všeobecně považován za poslední etapu germánského stěhování národů a také za jeden z možných konců antiky. Justinus se nedokázal postavit útočníkům také proto, že svou pozornost musel soustředit na sever a na východ: Na Dunaji nechal podniknout celou řadu spíše neúspěšných tažení proti pronikajícím Avarům, zatímco na východě v roce 572 znovu vypukla válka proti Sásánovcům, se kterými uzavřeli Římané mír teprve před deseti lety. Příčinou byly dosud nevyřešené spory v oblasti Kavkazu, kromě toho neustále docházelo k přepadům římského území arabským kmenem Lachmovců, kteří byli perskými spojenci. Pozdně antičtí autoři také Justinovi vytýkali, že lehkomyslně vyprovokoval válku, tím že podporoval povstání v Peršany kontrolované části Arménie. Důvodem k válce byla rovněž nespokojenost Římanů s nutností platit Peršanům každoroční tribut, který byl dojednán Justiniánem v roce 562. I když obě strany byly připraveny na válku stejně špatně, dosáhli Peršané vedení Husravem I. několika významných úspěchů.
Sásánovská vojska se převalila Mezopotámií a v roce 573 dobyla důležitou pevnost Daru. Spojenectví s Turky, kteří měli vpadnout Peršanům do zad, nepřineslo kýžený výsledek. Naopak Turci sami brzy zaútočili na východořímskou říši. Jak se zdá, špatné zprávy z bojiště uškodily Justinovu duševnímu zdraví. Přesto ale i Římané dosáhli některých úspěchů: Justinův vojevůdce Justinián, bratr císařem odstraněného pretendenta trůnu Justina, dosáhl skvělého vítězství v bitvě u Melitene. Byla to do té doby jedna z nejtěžších perských porážek v bojích s Římany. Král Husrav I. vyvázl jen s velkou námahou. Nicméně tento úspěch se neukázal jako rozhodující. Peršané se z porážky rychle vzpamatovali a Justinus byl nakonec nucen vykupovat si nejistý klid zbraní každoročním poplatkem. Toto příměří se ale vztahovalo jen na Mezopotámii, Arménie byla z tohoto ustanovení vyjmuta a příměří samo nevydrželo příliš dlouho. Již v roce 578 se boje rozhořely nanovo.

## Smrt a nástupnictví
Od roku 574 se projevovaly příznaky Justinovy duševní nemoci. Na radu své manželky Sofie Justinus 7. prosince 574 ustavil úspěšného vojevůdce Tiberia za svého spolucísaře. Ten od nynějška prakticky sám vykonával všechny státní záležitosti. Když Justinus, jehož vláda je moderním výzkumem hodnocena převážně negativně (oproti historickým pramenům), roku 578 zemřel, stal se Tiberios bez obtíží jeho nástupcem.

## Odkaz